# لبن خاثر
اللبن الخاثر (بالإنجليزية: Clabber)‏ هو نوع من اللبن الحامض. يُنتج عن طريق السماح للحليب غير المبستر بالتحول إلى حامض عند رطوبة ودرجة حرارة معينة. ب يثخن الحليب أو يتخثر مرور الوقت ويتحول إلى قوام يشبه الزبادي مع نكهة قوية وحامضة.